# Moisei Sacharowitsch Argutinski-Dolgoruki

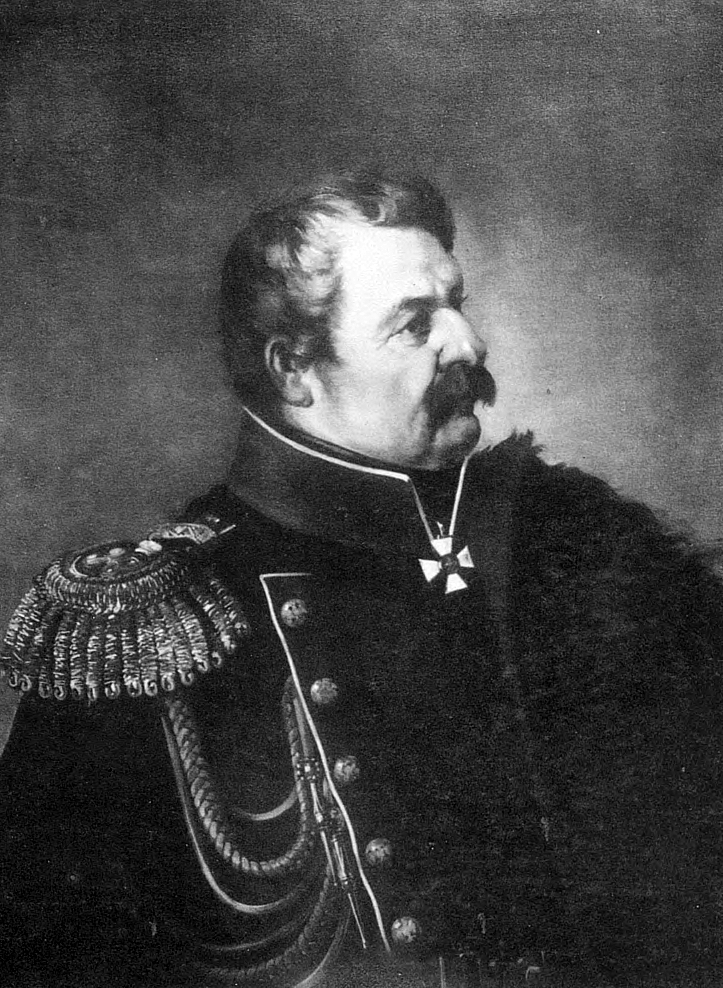
Fürst Moisei Sacharowitsch Argutinski-Dolgoruki

Fürst Moisei Sacharowitsch Argutinski-Dolgoruki (russisch Моисей Захарович Аргутинский-Долгорукий; * 1797 in Tiflis; † 4. Märzjul. / 16. März 1855greg. ebenda) war ein russischer General im Kaukasuskrieg (1817–1864).

## Leben
Argutinski-Dolgoruki, Enkel des Patriarchen und Fürsten Howsep Arghutjan/Iosif Argutinski-Dolgoruki, besuchte zur Vorbereitung auf den Beamtendienst die Tifliser Hofschule. Der Generalgouverneur der transkaukasischen Provinzen A. P. Jermolow bemerkte das Talent des jungen Fürsten und überzeugte seinen Vater, für seinen Sohn den Militärdienst zu wählen. 1817 ging Argutinski-Dolgoruki nach St. Petersburg und trat in das Leibgarderegiment zu Pferde ein. 1818 wurde er Kornett.
1827 kehrte Argutinski-Dolgoruki als Major in den Kaukasus zurück und trat in das Georgische Grenadierregiment ein. Er nahm am Russisch-Persischen Krieg (1826–1828) teil. Er zeichnete sich im gleichen Jahr während der Belagerung der Festung Abbas-Abad im Khanat Nachitschewan durch General Paskewitsch in der Schlacht von Dschewan-Bulak und beim Sturm auf Jerewan aus, so dass er zum Podpolkownik befördert wurde. 1828 wurde er Kommandant von Jerewan und beteiligte sich bei der Organisation der Ansiedlung der persischen Armenier in Russland. 1829 nahm er am Russisch-Türkischen Krieg teil und zeichnete sich beim Kampf gegen die Lasen und der Eroberung der Festung Oltu aus. Nun wurde er Chef der Oblast Armenien. Im November 1830 führte er ein Bataillon gegen die aufständischen Lesgier und besiegte sie beim Aul Sakatala, der dann im Sturm genommen und zerstört wurde. Besiegt wurden schließlich auch die Lesgier, die die russische Festung Balaken angriffen. Im November 1831 folgte eine weitere Expedition ins Sakatala-Gebiet. 1932 wurde er Kommandant des Tifliser Grenadierregiments. 1833 schlug er einen Aufstand der Kurden nieder.

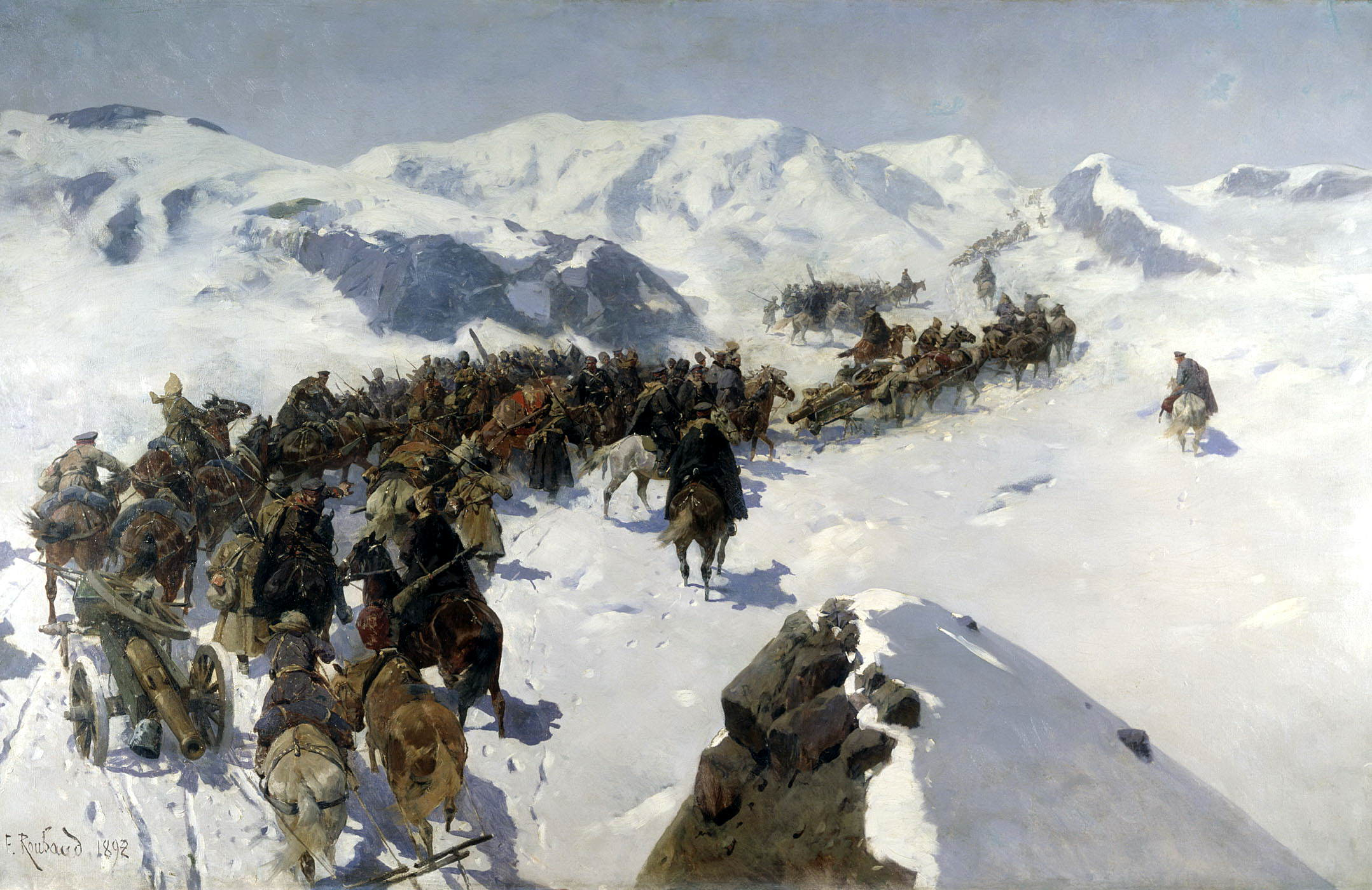
Fürst Argutinski-Dolgoruki überquert den Kaukasus (Franz Roubaud 1892)

1837 nahm Argutinski-Dolgoruki an der Expedition General Rosens gegen die Abchasen teil. Er zeichnete sich bei den Kämpfen am Kap Adler aus und wurde zum Polkownik befördert. 1838 besiegte er die Lesgier in der Chatschmas-Schlucht und griff Nucha an. 1839 wurde er Verwalter der Provinz Achalziche und leitete die Kommission zur Bekämpfung der Pest. 1840 wurde er Kommandeur der 1. Brigade des georgischen Linienbataillons. 1841 schlug er den Aufstand in Gurien nieder. 1842 übernahm er das Kommando der Samur-Abteilung mit 4 Bataillonen, 4 Gebirgs- und 2 Garnisonsgeschützen sowie Kosaken und Milizen des Sultanats Ilisu am Samur. Er besiegte Imam Schamil im Khanat Kumuch. 1843 wurde er Generalmajor und 1844 Kommandeur der Truppen  in Kuba und Derbent. 1845 kämpfte er mit seiner Samur-Abteilung am Karakoisu. Bei den Kämpfen gegen Imam Schamil zeichnete er sich aus und wurde zum Generalleutnant befördert. 1847 wurde er Militärgouverneur von Derbent und eroberte den Aul Salta in Dagestan. 1848 nahm er Gergebil ein und besiegte Imam Schamil beim Aul Achty, worauf die Ernennung zum Generaladjutanten folgte. 1849 belagerte er den Aul Tschoch. 1850 zerstörte er die Aule Artschib und Schalib. 1851 schlug er Hadschi Murat in Dagestan zurück. 1853 kam es zu weiteren Kämpfen gegen Imam Schamil, wobei er mit seinen Truppen den Hauptkamm des Kaukasus überquerte. Zeitgenossen verglichen dies mit Suworows Alpenüberquerung.
Argutinski-Dolgoruki wurde auf dem Friedhof des Klosters Sanahin beigesetzt. 1877 wurde ihm ein Denkmal in Temir-Chan-Schura errichtet, das 1921 abgerissen wurde.

## Ehrungen
- Orden des Heiligen Georg 4. Klasse (1831)
- Orden der Heiligen Anna 2. Klasse (1838)
- Orden des Heiligen Wladimir 3. Klasse (1842)
- Orden des Heiligen Georg 3. Klasse (1842)
- Orden der Heiligen Anna 1. Klasse (1843)
- Kaiserkrone zum Orden der Heiligen Anna 1. Klasse (1844)
- Goldenes Schwert für Tapferkeit (1844)
- Orden des Heiligen Wladimir 2. Klasse (1846)
- Kaiserlich-Königlicher Orden vom Weißen Adler (1847)
- Alexander-Newski-Orden (1848)
- Brillanten zum Alexander-Newski-Orden (1850)
- Orden des Heiligen Wladimir 1. Klasse (1851)
- Auszeichnung für 30 Jahre tadellose Pflichterfüllung (1851)